# All That Jazz
All That Jazz je americký hudební film z roku 1979, režírovaný Bobem Fossem. Film se odehrává ve světě broadwayského divadla a sleduje životní příběh Joe Gideona, brilantního, ale také sebepoškozujícího režiséra a choreografa. All That Jazz je inspirován skutečným životem Boba Fosse a je známý svým intenzivním vyprávěním, inovativními hudebními čísly a soudržným spojením realistických a fantastických prvků.
Film získal uznání kritiků a diváků a získal celou řadu ocenění, včetně čtyř Oscarů za nejlepší kameru, nejlepší výpravu, nejlepší střih a nejlepší hudbu. All That Jazz je považován za jedno z vrcholných děl Boba Fosse a jedno z nejvýraznějších hudebních filmů 70. let.

## Hlavní role
V hlavní roli Joe Gideona, režiséra a choreografa, hrál Roy Scheider. Další významné role zahrnovaly:
- Jessica Lange jako Angelique, představitelka Smrti, která se objevuje jako fantom v Gideonových myšlenkách.
- Leland Palmer jako Audrey Paris, Gideonova bývalá manželka.
- Ann Reinking jako Kate Jagger, tanečnice a Gideonova současná partnerka.
- Cliff Gorman jako Davis Newman, producent Gideonových představení.
- Ben Vereen jako O'Connor Flood, blízký přítel a spolupracovník Joe Gideona.

## Děj
Film All That Jazz je zasazen do světa divadelního průmyslu s jeho leskem a přepychem, ale také s jeho temnou stránkou. Je to příběh o hledání smyslu života, sebezničení a touze po umělecké dokonalosti, který je vyprávěn formou výrazných hudebních čísel, tanečních scén a surrealistických sekvencí.
Hlavní postava Joe Gideon (Roy Scheider) je úspěšný režisér a choreograf v newyorském divadelním průmyslu. Film zavede diváka do jeho hektického života, který je plný stresu z pracovního tlaku, osobních konfliktů a boje se závislostí na cigaretách, drogách a alkoholu.
Joe Gideon se připravuje na režii nového broadwayského muzikálu, přičemž se současně musí vyrovnávat s problémy v osobním životě – rozvodem se svou manželkou Audrey (Leland Palmer) a komplikovanými vztahy se svou dcerou.
Film nám ukazuje Gideonovy boje s jeho vlastními démony, které mu často přinášejí přelomové momenty a ohrožují jeho zdraví i kariéru. Prostřednictvím sérií halucinací a přeludů, které představují Gideonův niterný boj, je divák zasazen do jeho nitra.
Klíčovou postavou ve filmu je Angelique (Jessica Lange), zpodobňující Smrt. Její zjevení symbolizuje Gideonovo přijetí nevyhnutelného konce a jeho přetrvávajícího obklopení smrtelností. Gideon se snaží udržet se na nohou a pokračovat v práci na muzikálu i přes zhoršující se zdravotní stav, což nakonec vyvrcholí dramatickým finále.